# Стандарты и качество (журнал)
Научный журнал о качестве, стандартизации и техническом регулировании, издается с 1927 года. 

## Аудитория
Журнал предназначен руководителям предприятий промышленности, сферы услуг, органов по сертификации, центров по стандартизации и метрологии, государственным служащим федеральных и муниципальных органов управления, директорам и специалистам служб качества и стандартизации, научным работникам, преподавателям высших учебных заведений, аспирантам и студентам и т. д.

## История

### «Вестник стандартизации»
15 сентября 1925 г. Совет Народных Комиссаров принял постановление о создании Всесоюзного Комитета по стандартизации при Совете Труда и Обороны, положив начало государственной стандартизации в СССР. Одним из первых шагов нового государственного органа стало создание специального журнала «Вестник стандартизации». 10 апреля 1927 г. вышел в свет его первый номер.
В СССР начинался период индустриализации, экономика страны была на подъёме. Организация управления промышленностью предполагала широкое применение стандартов. Стандартизации придавалось большое значение, поэтому председателем первого состава редколлегии журнала стал В. В. Куйбышев — председатель Высшего Совета народного хозяйства (ВСНХ). В конце 1920-х годов журнал стремился привлечь как можно более широкий круг специалистов к обсуждению вопросов стандартизации, к работе над проектами конкретных стандартов.
С 1931 г. журнал стал ежемесячным. В 1931–1932 годы «Вестник стандартизации» активно пропагандирует экономический подход к стандартизации. На титульном листе появляется надпись «научно-технический и экономический». Разъяснения необходимости экономической оценки разрабатываемых стандартов, агитация за их глубокую проработку, за внедрение в промышленности разработанных и утвержденных стандартов составляют основное содержание передовых статей, которые с 1933 г. появляются в каждом номере журнала за подписью главного редактора А. К. Гастева.
В 1936–1941 годы журнал выходит как орган Народного комиссариата тяжёлой промышленности, объединившего в те годы все отрасли народного хозяйства, что позволило координировать работы по стандартизации в машиностроительной, металлургической, химической, транспортной, горно-топливной и пищевой промышленности.
В годы Великой Отечественной войны журнал не издавался.

### «Стандартизация»
В 1952 г. под названием «Стандартизация» журнал возобновляет свою деятельность. Журнал уделяет внимание не только отечественной, но и иностранной стандартизации, освещает работу Международной организации по стандартизации (ИСО).
В 1954 г. был образован Комитет стандартов, мер и измерительных приборов при Совете Министров СССР. Журнал «Стандартизация» стал его главным печатным органом.
В начале 60-х годов появилась необходимость изменить характер издания, которое носило узко отраслевую направленность, и сделать его всесоюзным межотраслевым научно-техническим журналом.

### «Стандарты и качество»
В середине 1960-х годов группа деятелей науки и техники вместе с редакцией журнала обратилась в ЦК КПСС с обращением о реорганизации журнала. Предложение было принято, и в 1966 году журнал меняет название на «Стандарты и качество».
В первой половине 1950-х годов на Саратовском авиационном заводе была создана Система организации бездефектного изготовления продукции и сдачи её ОТК и заказчику с первого предъявления, или Саратовская система (1955). Первые публикации о ней в журнале «Стандарты и качество» появились в конце 50-х годов, а в 1967 году был опубликован целый блок статей о системе бездефектного труда.
В конце 1960-х — в 1970-е годы основной темой журнала стали КАНАРСПИ, КС УКП и прочие системы, направленные на улучшение качества продукции.
В конце 1980-х годов в журнале впервые упоминаются стандарты ИСО серии 9000 версии 1987 г. На страницах издания 1986–1990 годов сохранилась вся история «взлёта и падения» госприёмки.
С 1992 г. журнал публикует многие официальные документы Госстандарта и других органов исполнительной власти. В 1993 г., когда был принят Закон РФ «О сертификации», «Стандарты и качество» в очередной раз стал школой для предприятий. Статьи в журнале помогали понять специалистам суть нового термина и разрешать вопросы, связанные с сертификацией.
В 1997 г. издание инициировало создание Программы «100 лучших товаров России». Академия проблем качества утвердила программу, и в № 12 1998 г. журнал опубликовал перечень первых победителей этого конкурса, действующего и сегодня.

### Журнал сегодня
С принятием Федерального закона «О техническом регулировании» был отменен Закон РФ «О стандартизации». Журнал одним из первых начал разъяснять положения нового закона. За семь лет переходного периода практика показала, что ФЗ требует совершенствования, стало четко ясно: необходимо восстанавливать нормативную базу и принять закон «О стандартизации». В связи с этим на страницах журнала ведутся дискуссии специалистов, представителей производства и потребителей о современном положении дел в сфере стандартизации и качества.

## Главные редакторы и известные сотрудники журнала
- Куйбышев Валериан Владимирович — первый председатель Всесоюзного комитета по стандартизации, председатель первого редакционного совета журнала «Вестник стандартизации».
- Папернов Захарий Абрамович — один из ближайших помощников В. В. Куйбышева, в 1927—1930 гг. ответственный редактор и член редакционного совета журнала «Вестник стандартизации».
- Мартенс, Людвиг Карлович — с 1930 г. член редакционного совета журнала «Вестник стандартизации», 1931—1932 гг. его главный редактор.
- Гастев Алексей Капитонович — в 1932—1936 гг. председатель Комитета по стандартизации при СТО, главный редактор журнала «Вестник стандартизации» и директора Центрального института труда.
- Богатов Александр Васильевич — в 1955—1965 гг. главный редактор журнала «Стандартизация».
- Сорин Яков Михайлович — с апреля 1965 г. заместитель главного редактора журнала «Стандартизация». Инициатор создания приложения «Надежность и контроль качества» (ныне журнал «Методы менеджмента качества») и его первый ответственный секретарь, создатель и руководитель Кабинета надежности в Политехническом музее (Москва).
- Левенштейн Глеб Викторович — с марта 1966 г. по март 1986 г. заместитель главного редактора журнала «Стандарты и качество».
- Борис Гнеденко — с 1965 г. член редколлегии журнала «Стандарты и качество», с 1969 г. член редколлегии приложения «Надежность и контроль качества», а затем его главный редактор.
- Василий Бойцов — в 1963—1983 гг. председатель Госстандарта СССР, в 1977—1979 гг. президент Международной организации по стандартизации (ИСО), в 1990—1997 гг. член редколлегии журнала «Стандарты и качество».
- Станислав Аверин — первый заместитель председателя Госстандарта в 1992—1995 гг., с мая 1992 г. по ноябрь 1995 г. главный редактор журнала «Стандарты и качество».
- Круглов Николай Сергеевич — в 1989—2000 гг. заместитель председателя Госстандарта СССР (а затем Госстандарта России), с февраля 1996 г. по апрель 2000 г. главный редактор журнала «Стандарты и качество».
- Геннадий Воронин — председатель Госстандарта России в 1997—2001 гг., президент Всероссийской организации качества, с мая 2000 г. главный редактор журнала «Стандарты и качество».

## Награды
- Почётная грамота Верховного Совета РСФСР (1977)
- Неоднократный лауреат знака отличия «Золотой фонд прессы» (после 2000 года)